# 里奧克拉魯 (聖保羅州)

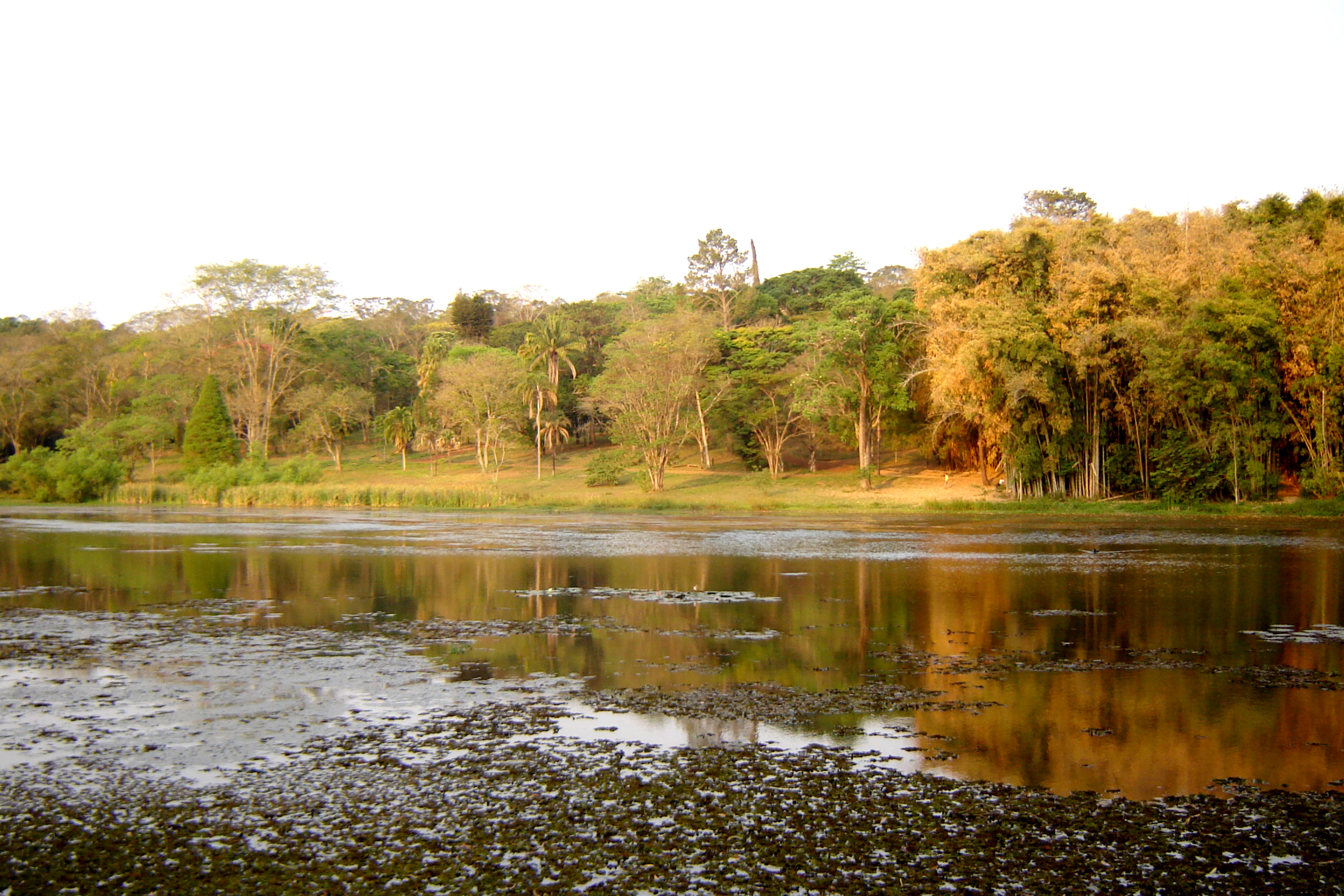

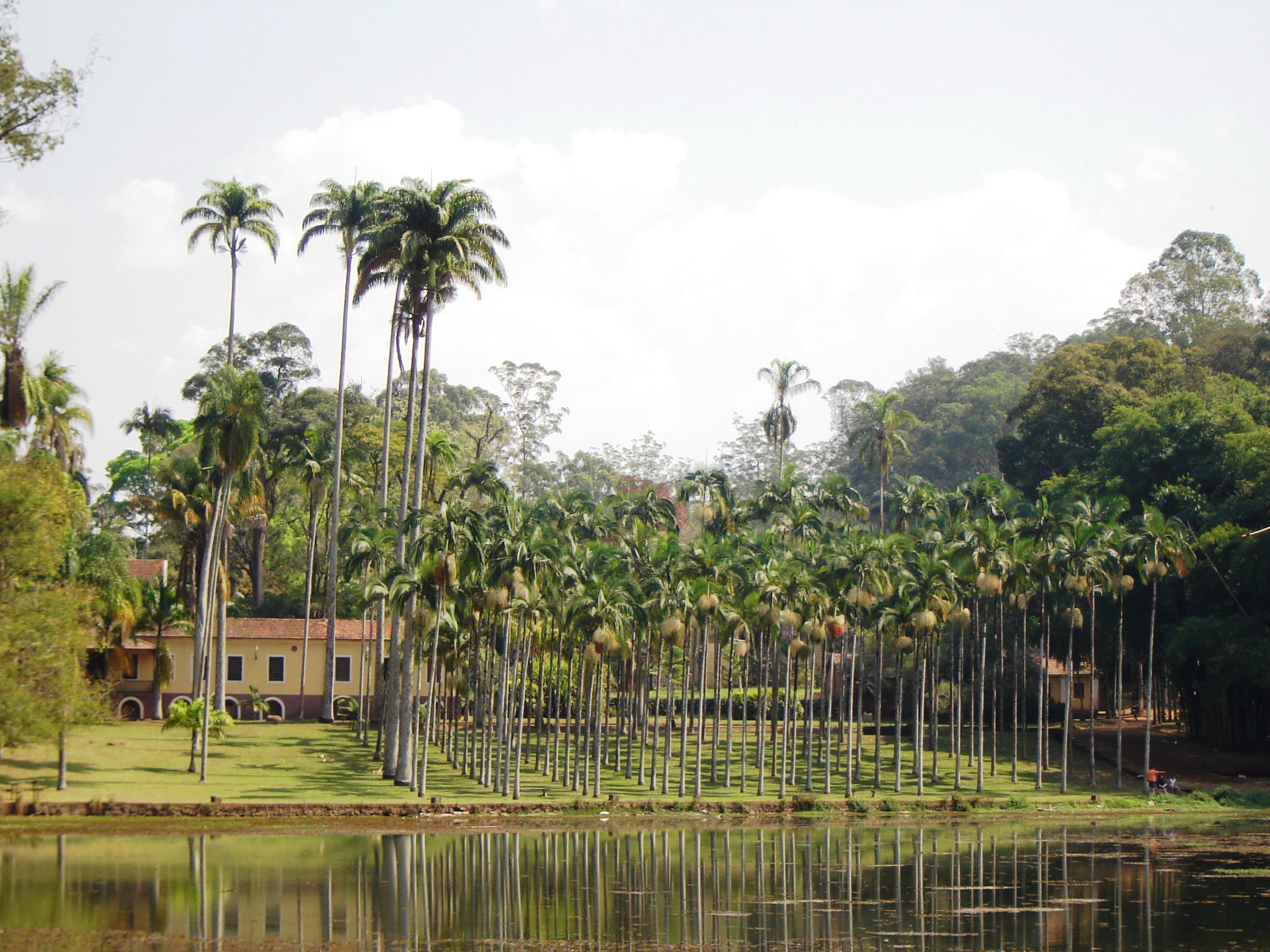

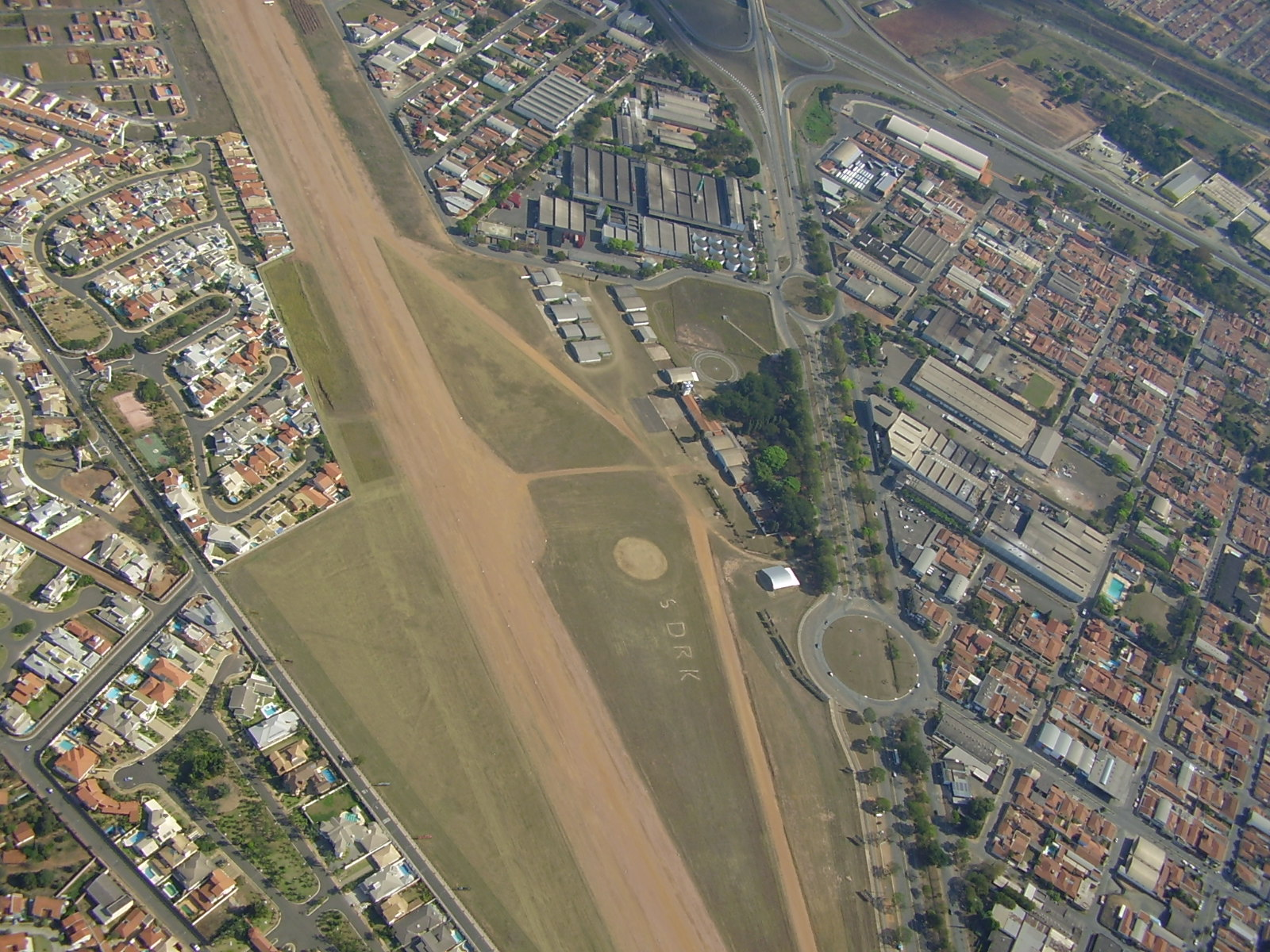

里奧克拉魯（葡萄牙語：Rio Claro），是巴西的城鎮，位於該國南部，由聖保羅州負責管轄，始建於1827年6月10日，面積398平方公里，海拔高度613米，2014年人口198,413，人口密度每平方公里398.41人。